# Castell d'Almenara
|  | Aquest article tracta sobre el castell de la Plana Baixa. Vegeu-ne altres significats a «Castell d'Almenara (desambiguació)». |

El castell d'Almenara, situat a la comarca de la Plana Baixa, és una fortalesa musulmana del segle x, construïda sobre restes romanes, que es localitza en un pujol que domina el nucli urbà de la ciutat a la qual dona nom.
El topònim Al-manara, "torre de senyals" indica la possible funció del castell com a lloc estratègic en la frontera entre els estats taifes de València i Tortosa. Des del castell es controlava el pas de la costa entre Castelló i València així com la ruta interior que comunicava amb Aragó.

## Descripció
La fortalesa s'estén longitudinalment sobre el pujol escarpat. De planta irregular dispersa, constava de tres recintes, amb el castell en la part alta i dues torres aïllades (Bivalcadim i Bergamuza) situades en els extrems. En la part anterior al castell se situava l'albacar, on es trobaven l'aljub i la mesquita.
Si bé es troba en ruïnes, es conserva part del recinte exterior al nord-est, amb defenses col·locades escalonadament, així com restes d'edificacions en la part sud.